# Station Wenecja Muzeum
Station Wenecja Muzeum is een spoorwegstation in de Poolse plaats Wenecja, in de buurt van Żnin. Rond het station is een openluchtmuseum gevestigd die een grote collectie omvat op het gebied van smalspoorwegen, waaronder stoomlocomotieven, wagons, gereedschap, seinen en oude kaarten. Het museum is opgericht in 1972 en de spoorbreedte van de collectie is 600mm.